# 吼えろ!BOWWOW
『吼えろ!BOWWOW』（ほえろ!バウワウ）は、BOWWOWの1枚目のオリジナル・アルバム。

## 概要
BOWWOWのデビューアルバム。
ライナーノーツは渋谷陽一が手掛けており、帯には「バウワウの登場は、ひとつの事件である。ハード・ロックが日本のグループによって完璧に演奏され…その音が日本の曖昧な音楽シーンを切裂く、それが僕の夢だった。しかし、それは彼等の登場によって夢でなくなってしまったようだ」と記載されている。
2006年10月4日には、デジタル・リマスタリングを施し、紙ジャケット仕様で再発売した。

## 収録曲
（全作曲：山本恭司）
1. Heart's On Fire
  - 作詞：三池乱次郎
2. Brown House
  - 作詞：吉田健美
3. Foxy Lady
  - 作詞：三池乱次郎
4. Volume On
  - 作詞：吉田健美
5. A Life In The Dark
  - インストゥルメンタル曲。
6. James In My Casket
  - 作詞：山本恭司
7. Withered Sun
  - 作詞：渡海一成
8. Theme Of Bowwow
  - 作詞：山本恭司